# LK-99
LK-99 — материал (твёрдое серо-чёрное вещество, соединение свинца, фосфора, кислорода и меди), получивший известность в середине 2023 года как кандидат в сверхпроводники при комнатной температуре и нормальном атмосферном давлении. Последовавшие исследования во множестве лабораторий показали, что он не является сверхпроводником, в чистом виде вообще является хорошим изолятором, а наблюдавшаяся левитация вызвана не эффектом Мейснера, характерным для сверхпроводников, а иными причинами. Материал имеет поликристаллическую гексагональную структуру, основанную на модификации содержащего свинец апатита. Авторы исследования утверждали, что критическая температура сверхпроводника (то есть температура, до которой он сохраняет сверхпроводимость) составляет 400 K (127 °C).
Химический состав LK-99 можно приблизительно описать формулой Pb9Cu1(PO4)6O, то есть по сравнению с чистым апатитом (Pb10(PO4)6O) примерно четверть ионов свинца Pb(2) замещены ионами меди Cu(II). Авторы предполагали, что эта частичная замена ионов Pb2+ (чей диаметр составляет 133 пикометра) ионами Cu2+ (диаметром 87 пм) вызывает уменьшение объёма на 0,48 %, создавая внутреннее напряжение внутри вещества, которое в свою очередь создаёт квантовую яму гетероперехода между Pb(1) и кислородом внутри иона фосфата ([PO4]3-):10.
Материал был исследован командой, которую возглавляют Ли Сокпэ (Sukbae Lee) и Ким Джихун (Ji-Hoon Kim) из Корейского института науки и технологий (KIST):1.

## Синтез
Ли, Ким и др. синтезировали LK-99:2 из оксида-сульфата свинца(II) и фосфида тримеди. Кристаллы Pb2(SO4)O и Cu3P измельчали в порошок, перемешивали и помещали в герметичную пробирку, а затем в вакууме (при давлении менее 10−3 торр) нагревали до 925 °С в течение 5-20 часов:
Pb2(SO4)O + Cu3P = Pb10-x Cux(PO4)6O + S,
где 0,9 < x < 1,1.

## Свойства
Критическая температура: более 400 K.
Критический ток: более 250 мА при температуре 298 К, и 7 мА при температуре 400 К.

## Название
Название LK-99 образовано из фамилий двух открывателей: доктора Ли и доктора Кима, а также года открытия (1999). Заявка на патент была подана в 2021 году и удовлетворена 3 марта 2023 года. Корейская заявка на регистрацию товарного знака «LK-99» была подана Исследовательским центром квантовой энергии 4 апреля 2023 года.